# Anne Coudreuse
Anne Coudreuse, née le 19 juin 1969 à Laval (Mayenne), est une universitaire et critique littéraire française. Elle est également écrivaine.

## Biographie
Après deux années en classes préparatoires au lycée Chateaubriand de Rennes, Anne Coudreuse a été reçue major de la promotion Lettres 1988 de l’École Normale Supérieure de Fontenay/Saint-Cloud .
Titulaire d’une maîtrise sur La Religieuse de Diderot et ses destinataires dirigée par Georges Benrekassa en 1990, elle a passé l’agrégation de Lettres modernes en 1992 et soutenu en 1993 un DEA dirigé par Francis Marmande et intitulé « Dans l’œil de Narcisse : une lecture du Journal de Michel Leiris ».
Elle a soutenu en 1997 une thèse de doctorat à l'Université Paris VIII sous la direction de Béatrice Didier, Tentation et refus du pathos dans la littérature française du XVIIIe siècle (Esthétique, éthique, réception), et d’une Habilitation à diriger des recherches (HDR), « Goût des larmes, écritures de soi, représentations des Lumières aujourd’hui : un parcours raisonné entre XVIIIe siècle et période contemporaine » (2014, garante scientifique : Catriona Seth).
Elle a été chargée de cours à l’Université de Saint-Quentin-en-Yvelines, Allocataire-monitrice normalienne (AMN) et Attachée temporaire d'enseignement et de recherche (ATER) à l’Université de Poitiers, maître de conférences à l’Université de Toulon. Elle est actuellement maître de conférences HDR à l’Université Paris 13 où elle a été nommée en 2004 sur le poste de Philippe Lejeune, et a dirigé le département de Littérature de 2011 à 2013.
Elle anime régulièrement des rencontres avec des écrivains dans le cadre de Texto  (Marie-Hélène Lafon, Olivia Rosenthal, Agnès Desarthe, Annie Ernaux, Hélène Gestern, Stéphane Audeguy, Grégoire Bouillier).  Elle a co-organisé avec Judith Mayer de l’UFR Communication et Carole Bedou du Service culturel le premier prix littéraire Texto Festival des idées Paris attribué le 3 décembre 2018 à Ingrid Thobois pour Miss Sarajevo.
De 2003 à 2015, elle a été membre du jury du CAPES externe de Lettres modernes et a rédigé le rapport de Composition française pour la session 2014 ordinaire. En 2009, elle a été membre du jury de l’École Normale Supérieure LSH de Lyon. De 1999 à 2001, elle a été membre du jury de l’Agrégation externe d’Arts plastiques (option littérature).
De 2007 à 2012, elle a été membre junior de l’Institut universitaire de France.
Elle est membre du comité de rédaction de la revue Itinéraires et du comité scientifique de la revue Elseneur.
Elle est chroniqueuse à la revue Les Moments littéraires consacrée aux écrits intimes. Elle collabore quelquefois à la revue La Faute à Rousseau. Elle publie régulièrement des comptes rendus de livres sur www.nonfiction.fr
Elle a publié de nombreuses nouvelles dans La Voix du regard, Le Nouveau Recueil et a reçu le prix de la nouvelle du Var en 2006 pour « L’Heure d’été ».

## Publications

### Livres
- Étude sur Jacques le Fataliste et son maître, Gallimard, coll. « Les écrivains du Bac », 1993.
- Premières Leçons sur La Chute de Camus, PUF, coll. « Major Bac »,1997.
- Le Goût des larmes au XVIIIe siècle, PUF, coll. « Écriture », 1999, réédition Desjonquères, 2013.
- Le Refus du pathos au XVIIIe siècle, Champion, coll. « Babéliana », 2001.
- Le Mariage de Figaro de Beaumarchais, Bordas, coll. « L’univers des lettres », 2005.
- La Conscience du présent. Représentations des Lumières dans la littérature contemporaine, Classiques Garnier, 2015.
- Sade, écrivain polymorphe, Champion, coll. « Essais », 2015.

### Coordination de revues ou de volumes collectifs
Codirection d'un numéro de La Licorne sur « Émotions, passions, pathos », avec Bruno Delignon, n° 43, décembre 1997.
Codirection d’un numéro d’Itinéraires « Pour une histoire de l’intime et de ses variations », avec Françoise Simonet-Tenant, L’Harmattan, 2009
Direction du dossier « Les Mémoires, une question de genre ? », Itinéraires, 2011-1.
Codirection d’un numéro d’Itinéraires, « Sade et les femmes : ailleurs et autrement », avec Stéphanie Genand, L’Harmattan, 2014.
Codirection d’un volume collectif, « Le Temps des femmes, écrits mémoriels féminins des Lumières », avec Catriona Seth, Classiques Garnier, 2014.
Codirection du n°11 de Romanesques, « Romanesque et écrits personnels : attraction, hybridation, résistance (XVIIe – XXIe siècles) », avec Aurélie Adler, Classiques Garnier, 2019.

### Roman
- Comme avec une femme, MJW Fédition, 2010